# 弗拉斯卡蒂主教座堂

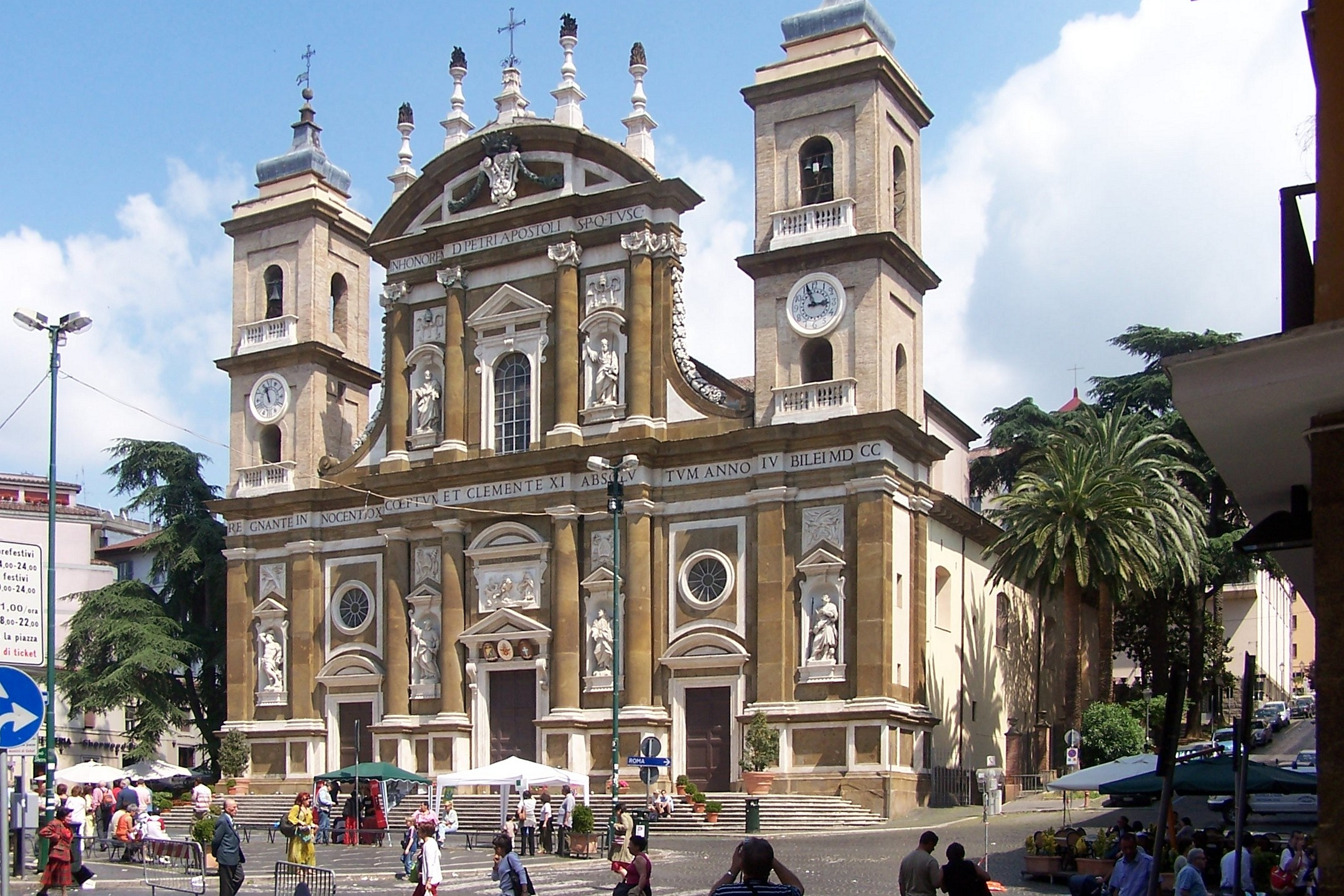
弗拉斯卡蒂主教座堂

41°48′27″N 12°40′54″E / 41.80758611°N 12.68159167°E
弗拉斯卡蒂主教座堂（義大利語：Basilica Cattedrale di San Pietro Apostolo, Duomo di Frascati）是意大利的一座羅馬天主教的主教座堂和小型聖殿，位於拉齊奧大區城市弗拉斯卡蒂，奉獻給聖伯多祿。這座教堂是天主教弗拉斯卡蒂羅馬城郊教區的主教座堂。

## 外部連結
- Official website （页面存档备份，存于） （意大利文）
- History from Official site[永久] （意大利文）